# Rufus
Rufus var et amerikansk funkorkester fra Chicago. Rufus er især kendt som det orkester, hvor Chaka Khan for alvor fik gang i sin karriere. Gruppen havde sin storhedstid i 1970'erne og begyndelsen af 1980'erne, hvor den havde hits som "Tell Me Something Good", "Sweet Thing" og "Ain't Nobody". Gruppen havde i sin levetid mange forskellige medlemmer, men formåede at holde fast i en spillestil præget af funk og R&B med elementer af soul og efterhånden også discomusik. 

## Karriere

### Udgangspunktet
I 1967 havde gruppen The American Breed et hit med en nyindspilning af rockklassikeren "Bend Me, Shape Me", men efter denne succes forlod flere medlemmer gruppen, og tre andre medlemmer, Kevin Murphy, Al Ciner og Lee Graziano, måtte i gang med at finde en ny gruppe. De fik fat i Vince Pinder og Chuck Colbert fra en gruppe, der huserede på Chicago-barer, og i 1969 dannede disse fem gruppen Smoke. Det følgende år fik de sangerinden Paulette McWilliams og musikeren James Stella med, og gruppen kom nu til at hedde Ask Rufus. 
Ask Rufus fik kontrakt med Epic i 1971 og indspillede et album, der dog endte med ikke at blive udsendt, og i begyndelsen af 1972 blev gruppen droppet igen af Epic. På det tidspunkt var Weeks blevet erstattet af Dennis Belfield. Andre Fischer, der havde været med i The American Breed, fandt sammen med sine gamle kammerater, hvor han erstattede Graziano. Samtidig ønskede McWilliams at træde ud, og hun fandt den attenårige Chaka Khan som sin erstatning. Endelig blev Stella erstattet af Ron Stockert. Samtidig med disse ændringer valgte gruppen at forkorte sit navn til Rufus. 

### De første år
Gruppen flyttede nu til Los Angeles og gav en række koncerter, der vakte en vis opmærksomhed. Blandt dem, der lagde mærke til gruppen, var en chef hos ABC Records, og han tilbød gruppen en ny kontrakt. Da Khan stadig ikke var myndig, måtte hun have sin mor til at skrive under. Gruppen indspillede albummet Rufus, som blev udsendt i 1973. 
Skønt et par af numrene, "Whoever's Thrilling You (Is Killing Me)" og "Feel Good", begge med Chaka Khan i spidsen, opnåede nogen spilletid på R&B-radiostationer, blev albummet som helhed lidt af en fiasko, lige som "Slip & Slide" med Stockert som sanger ikke slog igennem på popstationerne. Gruppen forsøgte derpå at ændre sin musikalske stil i en retning, der gav mere fokus på Khan, som dermed fik mere at skulle have sagt internt i gruppen. Snart gik gruppen i studiet for at indspille et nyt album, Rags to Rufus. Under disse indspilninger forlod Ciner og Belfield gruppen; i stedet trådte guitaristen Tony Maiden og bassisten Bobby Watson til. 

### Succes, stjernestatus og interne problemer
På Rags to Rufus var der to sange, der hurtigt blev store hits. Det var "Tell Me Something Good" (produceret af Stevie Wonder) og "You Got the Love", og de var med til at sikre gruppen gennembruddet med et salg af albummet, der indbragte en platinplade. Samtidig sikrede det Rufus positionen som opvarmningsgruppe til koncerter med Marvin Gaye og Rolling Stones. Desuden fik gruppen sin første Grammy-pris for bedste R&B vokaludførelse af en gruppe for "Tell Me Something Good". 
Trods succesen forlod Stockert gruppen og blev erstattet af Nate Morgan. Gruppen gik i 1974 i studiet og udsendte sent samme år opfølgeren til Rags to Rufus med titlen Rufusized, nu med gruppenavnet Rufus featuring Chaka Khan som følge af Khans stærkt stigende popularitet. Også dette album blev en stor succes og solgte til platin. Blandt albummets hitsange var "Once You Get Started" og "Please Pardon Me (You Remind Me of a Friend)". 
Fra dette tidspunkt var Chaka Khan gruppens ubestridte vokale forgrundsfigur, der kun ved sjældne lejligheder gav plads til Tony Maiden og Bobby Watson som forsangere. Resten af gruppen spillede op til Khan og supplerede med backupvokaler. Mod slutningen af karrieren fik Maiden igen en lidt mere fremtrædende plads på vokalsiden. Chaka Khan var og blev dog midtpunktet i publikums og mediernes interesse, og hun var i midten af 1970'erne en af USA's mest populære pop- og R&B-sangerinder. Hun havde samtidig et fordelagtigt ydre, der gjorde hende til noget af et sexsymbol i de år, hvilket hun understøttede med moderigtigt tøj og opsigtsvækkende afrofrisurer. Det var med til at skaffe hende tilnavnet "the wild child". Hendes stemme favnede flere oktaver, og hun brugte flere stilarter i sin sang, herunder jazz. Aretha Franklin og Gladys Knight var nogle af de sangerinder, der inspirerede Khan. Gruppen som helhed havde en blandet racemæssig besætning, hvilket sammen med musikken med indslag af flere genrer som pop, rock, R&B, soul og funk var med til at gøre gruppen interessant for et bredt publikum. 
Med det fjerde album udsendt i 1975, Rufus Featuring Chaka Khan, cementerede gruppen sin status som supernavn. Det indeholder sange som "Fool's Paradise", "Dance with Me", en genindspilning af Bee Gees' "Jive Talking" samt Khans "Sweet Thing". Sidstnævnte blev gruppens fjerde single, der opnåede guldplade, mens albummet igen gav gruppen platinplade. Skønt gruppen således var på toppen af populariteten, var medlemmernes indbyrdes forhold ikke for godt. Nogle af medlemmerne, især Andre Fischer, havde det svært med Khans position som gruppens midtpunkt. I forbindelse med indspilningerne af det næste album spidsede uenighederne til, men alligevel blev albummet færdigt. Det fik titlen Ask Rufus (efter det tidligere navn på gruppen) og indeholdt sange som "At Midnight (My Love Will Lift You Up)" samt balladerne "Hollywood" og "Everlasting Love". Endnu engang solgte et Rufus-album til platinplade, men stridighederne under indspilningerne medførte, at Fischer forlod gruppen; han blev erstattet af William "Moon" Calhoun, lige som Morgan blev erstattet af Dave "Hawk" Wolinski. Med denne besætning indspillede gruppen Street Player, der indeholdt hittet "Stay" og i øvrigt adskilte sig fra de foregående ved at have flere sange med Maiden som vokal frontfigur. 
På dette tidspunkt skrev Chaka Khan en solopladekontrakt med Warner Bros. og udsendte i 1978 sit første soloalbum. Samtidig erstattedes Calhoun i Rufus af John "J.R." Robinson på trommer.

### Slutningen af karrieren
I 1979 blev ABC opkøbt af MCA, og Rufus, der nu kun til dels havde Khan som medlem, udsendt i 1979 to album: Et med (Numbers) og et uden Khan (Masterjam). Sidstnævnte var produceret af Quincy Jones, der havde udviklet et venskab med Chaka Khan i årene forinden. Fra Masterjam blev "Do You Love What You Feel" et pænt hit, mens Numbers til gengæld blev en fiasko, lige som det følgende album uden Khan, Party 'Til You're Broke. I mellemtiden fik Khan selv succes med sit næste album Naughty. Da hun stadig var kontraktlig forpligtet til et samarbejde med gruppen, medvirkede hun på det følgende album, Camouflage. Dette var det sidste album, hun var var nødt til at medvirke på ifølge kontrakten. 
Gruppen forsøgte en sidste gang at indspille et album uden Khan, men endnu engang blev det en fiasko. Medlemmerne indså, at enden var nært forestående, og gruppen tog nu på en afskedsturné, som de overtalte Chaka Khan til at medvirke på. På turneen blev der optaget materiale til en dokumentarfilm; koncertindspilningerne var samtidig tænkt udsendt på et livealbum. Pladeselskabet valgte at gemme filmen, men koncerten blev udsendt med titlen Stompin' at the Savoy – Live. På albummet kom også fire nye studieindspilninger, heriblandt nummeret "Ain't Nobody". Dette kom efterfølgende med i filmen Breakin', hvorefter selskabet udsendte det som single. Det blev et sidste stort hit for gruppen og nåede blandt de 25 bedste på Billboard Hot 100 og indbragte i 1984 gruppen sin anden anden Grammy-pris. Trods dette stoppede gruppen samarbejdet endegyldigt.

### Genforening
I sommeren 2001 blev Rufus kortvarigt gendannet med Khan, Maiden, Wolinski, Watson, Murphy og Robinson og gennemførte en mindre koncertturné. I 2007 udtalte Khan, at hun ikke forventede at se gruppen gendannet endnu en gang. 

## Gruppens medlemmer
- Smoke: Kevin Murphy, Al Ciner, Vern Pilder, Lee Graziano, Chuck Colbert
- Ask Rufus: Kevin Murphy, Al Ciner, Willie Weeks, Lee Graziano, James Stella, Paulette McWilliams
- Rufus (1972-74): Kevin Murphy, Al Ciner, Andre Fischer, Ron Stockert, Chaka Khan, Dennis Belfield
- Rufus (1974-77): Chaka Khan, Tony Maiden, Kevin Murphy, Andre Fischer, Bobby Watson, Nate Morgan
- Rufus (1977-79): Chaka Khan, Tony Maiden, Kevin Murphy, William "Moon" Calhoun, Bobby Watson, Dave "Hawk" Wolinski
- Rufus (1979-83): Chaka Khan, Tony Maiden, Kevin Murphy, John "J.R." Robinson, Bobby Watson, Dave "Hawk" Wolinski

Fra 1978 var Khan ikke fuldt medlem, men var kontraktligt forpligtet til gruppen til 1982. Hun vendte tilbage til afskedsturneen i 1983. Gruppens navn var i øvrigt i de perioder, den her er benævnt Rufus, ofte en kombination af Rufus og Chaka Khan: Rufus featuring Chaka Khan, Rufus and Chaka og Rufus and Chaka Khan. 

## Diskografi
Rufus udgav følgende album – originale studiealbum, med mindre andet er angivet:
- Rufus (1973)
- Rags to Rufus (1974)
- Rufusized (1974)
- Rufus Featuring Chaka Khan (1975)
- Ask Rufus (1977)
- Street Players (1978)
- Numbers (1979)
- Masterjam (1979)
- Party 'Til You're Broke (1980)
- Camouflage (1981)
- The Very Best of Rufus Featuring Chaka Khan (opsamlingsalbum, 1982)
- Seal in Red (1983)
- Stompin' at the Savoy – Live (livealbum, 1983)